# Würth-Gruppe

Aktuelles Würth-Logo

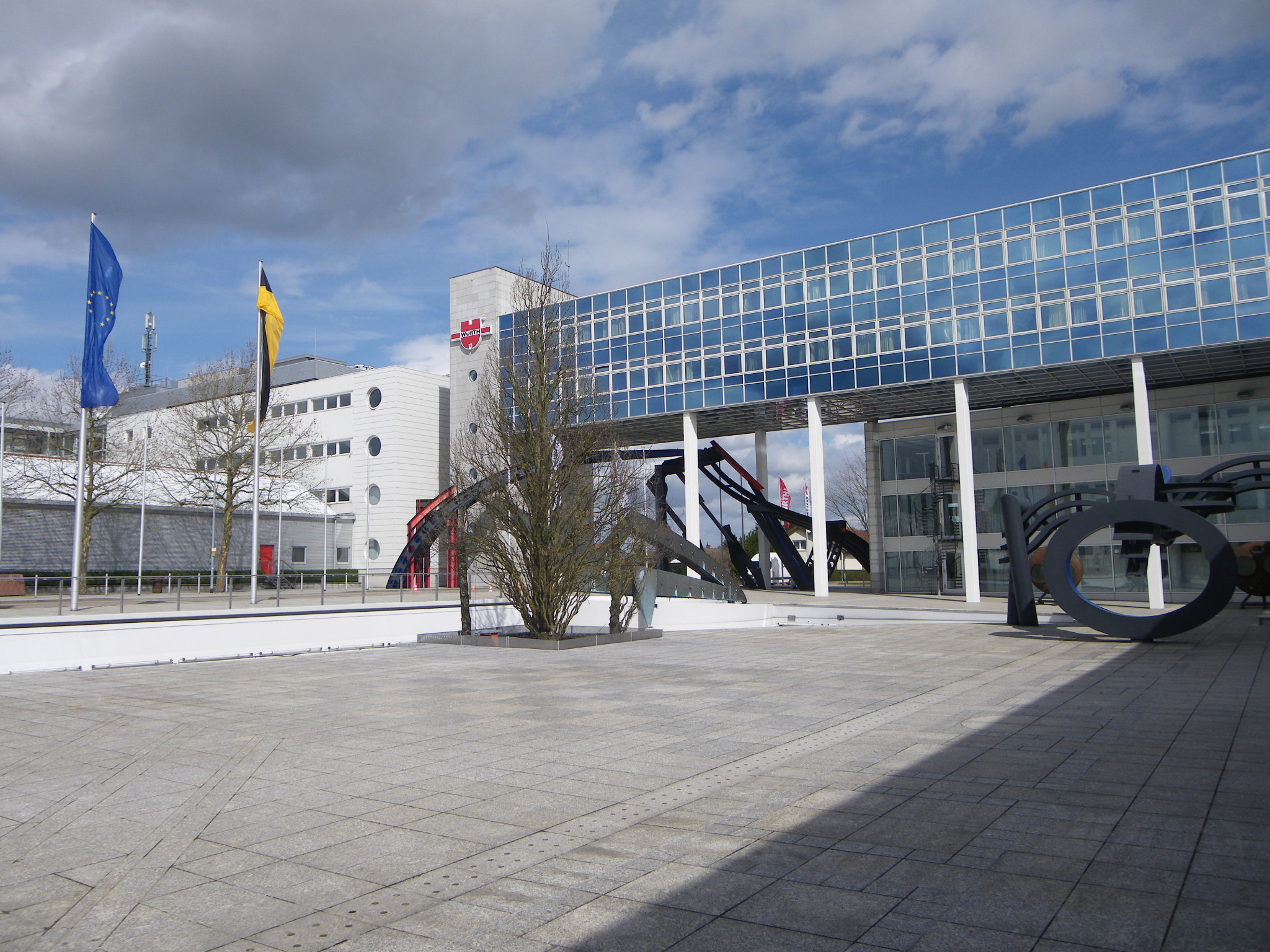
Unternehmen Würth in Künzelsau, Kunst am Bau, Skulptur

Altes Logo der Würth-Gruppe

Die Würth-Gruppe ist im Großhandel und in der Herstellung von Befestigungs- und Montagetechnik tätig, außerdem ist sie in angrenzenden Geschäftsfeldern aktiv, unter anderem im Elektrogroßhandel, in der Elektronik und bei Finanzdienstleistungen.
Das Familienunternehmen mit Sitz in Künzelsau entwickelte sich aus der Adolf Würth GmbH & Co. KG und beschäftigt heute 88.000 Mitarbeiter.
Mit einem Jahresumsatz von 20,21 Milliarden Euro (2024) gilt die Würth-Gruppe als das weltgrößte Unternehmen für Befestigungstechnik.

## Geschichte
Würth wurde von Adolf Würth (1909–1954) zum Zweck des Handels mit Schrauben 1945 in Künzelsau gegründet. Das Unternehmenslogo besteht aus dem Familiennamen und zwei Schraubköpfen mit Zylinder- und Rundkopf. Nach dem Tod Adolf Würths übernahm der Sohn Reinhold Würth 1954 im Alter von 19 Jahren gemeinsam mit seiner Mutter Alma Würth die Schraubenhandlung, die zum damaligen Zeitpunkt noch eine Zwei-Personen-Unternehmung war.
Seither entwickelte sich das Unternehmen zum weltweit führenden Handelskonzern mit dem Hauptgeschäftsanteil im Vertrieb von Befestigungs- und Montagematerial sowie Werkzeugen mit über 125.000 verschiedenen Produkten weiter. Zu seinen über vier Millionen Kunden zählen vornehmlich Betriebe aus der Bauwirtschaft, dem holz- und metallverarbeitenden Handwerk, Kraftfahrzeug-Betriebe sowie Industriekunden. Die Würth-Gruppe liefert auch elektronische Bauteile und Schalter.
Die heutige Würth-Gruppe operiert weltweit. In der Rangliste Top 500 der Tageszeitung Die Welt belegte die Würth-Gruppe 2006 Platz 91. Sie ist eines der größten nicht-börsennotierten Unternehmen Deutschlands.
Reinhold Würth zog sich zum 1. Januar 2025 vom Vorsitz des Stiftungsaufsichtsrates zurück. Sein Nachfolger ist sein Enkel Benjamin Würth. Dessen Bruder Sebastian Würth ist Vorsitzender des Beirates der Würth-Gruppe, einer Art Kontrollgremium. Ihre Cousine Maria Würth, Reinhold Würths Enkelin, lenkt die zahlreichen großen Kulturprojekte des Unternehmens, darunter die Museen.
Nach fünf Jahren Forschung eröffnete die Unternehmensgruppe am 27. Oktober 2006 in Schwäbisch Hall eine Produktionsanlage zur Serienfertigung von neuartigen Solarzellen ohne Silizium bzw. aus Kupfer, Indium und Selen (CIS-Solarzellen).
Das Unternehmen Würth Solar wurde 2012 an die Manz AG aus Reutlingen verkauft und 2013 geschlossen.
Im November 2018 stoppte die damalige Bundesregierung nach der Tötung des regierungskritischen Journalisten Jamal Khashoggi alle Rüstungslieferungen in das Königreich Saudi-Arabien. Der Würth-Konzern legte im Februar 2019 beim Bundesamt für Wirtschaft und Ausfuhrkontrolle Widerspruch gegen die Aussetzung einer Ausfuhrgenehmigung ein, weil das Würth-Unternehmen ICS Schalter für gepanzerte Polizeifahrzeuge zuliefern wollte. Die Fahrzeuge wurden in Frankreich für Saudi-Arabien gebaut.
Ein französischer Kunde hatte einen elektronischen Schalter, der normalerweise in Traktoren und Baumaschinen verbaut wird, in Panzerfahrzeuge für die saudische Polizei verbaut. Nach Bekanntwerden stellte die Würth-Gruppe die Lieferungen an den Kunden sofort ein.
2019 hielt das Unternehmen über 640 Patente.
Im Ranking Die 100 größten Unternehmen der Frankfurter Allgemeinen Zeitung belegt die Würth-Gruppe in der Kategorie Die großen Familienunternehmen den 16. Platz (Stand Juli 2023).

### Umsatz-, Mitarbeiter- und Ergebniszahlen
| Jahr | Umsatz (in Mrd. €) | Mitarbeiter | Außendienstmitarbeiter | Betriebsergebnis vor Steuern (in Mio. €) |
| ---- | ------------------ | ----------- | ---------------------- | ---------------------------------------- |
| 1987 | 0,685              | –           | –                      | –                                        |
| 1988 | 0,865              | –           | –                      | –                                        |
| 1989 | 1,018              | –           | –                      | –                                        |
| 1990 | 1,234              | –           | –                      | –                                        |
| 1991 | 1,403              | –           | –                      | 72                                       |
| 1992 | 1,568              | –           | –                      | 69                                       |
| 1993 | 1,569              | –           | –                      | 105                                      |
| 1994 | 1,822              | –           | –                      | 137                                      |
| 1995 | 2,205              | 18.348      | –                      | 169                                      |
| 1996 | 2,491              | –           | –                      | –                                        |
| 1997 | 3,172              | –           | –                      | –                                        |
| 1998 | 3,620              | 28.809      | 15.553                 | 237                                      |
| 1999 | 4,106              | 31.191      | 16.616                 | 279                                      |
| 2000 | 5,14               | 36.161      | 18.459                 | 305                                      |
| 2001 | 5,28               | 37.401      | 19.240                 | 270                                      |
| 2002 | 5,360              | 39.809      | 21.969                 | 281                                      |
| 2003 | 5,453              | 41.952      | 23.488                 | 330                                      |
| 2004 | 6,203              | 46.973      | 26.085                 | 395                                      |
| 2005 | 6,914              | 50.767      | 27.488                 | 455                                      |
| 2006 | 7,748              | 54.906      | 29.020                 | 515                                      |
| 2007 | 8,489              | 63.699      | 30.650                 | 640                                      |
| 2008 | 8,816              | 62.811      | 30.831                 | 545                                      |
| 2009 | 7,522              | 57.882      | >28.000                | 235                                      |
| 2010 | 8,633              | 62.433      | 30.410                 | 385                                      |
| 2011 | 9,699              | 66.113      | >32.000                | 395                                      |
| 2012 | 9,985              | 65.169      | 30.790                 | 415                                      |
| 2013 | 9,745              | 63.571      | 29.157                 | 445                                      |
| 2014 | 10,126             | 66.044      | 29.923                 | 515                                      |
| 2015 | 11,047             | 68.978      | 31.080                 | 525                                      |
| 2016 | 11,836             | 71.391      | 31.498                 | 615                                      |
| 2017 | 12,722             | 74.159      | 32.295                 | 780                                      |
| 2018 | 13,620             | 77.080      | 33.218                 | 870                                      |
| 2019 | 14,272             | 78.686      | 33.369                 | 770                                      |
| 2020 | 14,413             | 79.139      | 33.176                 | 775                                      |
| 2021 | 17,060             | 83.183      | 33.536                 | 1.270                                    |
| 2022 | 19,933             | 85.637      | >33.000                | 1.575                                    |
| 2023 | 20,38              | 87.047      | – (keine Angabe)       | 1.426                                    |
| 2024 | 20,21              | 88.393      | – (keine Angabe)       | 900                                      |

## Unternehmensstruktur
Neben dem deutschen Mutterunternehmen Adolf Würth GmbH & Co. KG, Künzelsau zählen weltweit über 400 Gesellschaften in über 80 Ländern zum Konzern, die in zwei Linien unterteilt sind:
- Würth-Linie (Gesellschaften mit dem Firmennamen Würth), z. B. Würth AG Schweiz, unterteilt in die Divisionen Metall, Auto, Holz, Industrie und Bau
- Allied Companies (über 260 Unternehmen) – zu einem Großteil zugekaufte Unternehmen, die unter ihrem angestammten Namen operieren oder in eine andere Allied Company integriert wurden. Die Allied Companies sind in die Bereiche Elektrogroßhandel, Handel, Elektronik, Produktion, RECA (Direktvertrieb), Werkzeuge, Schrauben und Normteile, Finanzdienstleistungen sowie Diversifikation aufgeteilt.[43]

Das Unternehmen Würth verfolgt eine Multikanalstrategie für den Vertrieb der Produkte. Im Zentrum stehen die weltweit über 33.000 Außendienstmitarbeiter. Hinzu kommen weltweit über 2.500 Verkaufsniederlassungen. Mehr als 500 dieser Verkaufsniederlassungen betreibt Würth in Deutschland. Hier können Kunden vor allem ihren Direktbedarf decken.
Zu den Tochterunternehmen der Würth-Gruppe zählen unter anderem:
- Adolf Menschel Verbindungstechnik GmbH & Co. KG, Plettenberg (Sauerland)[46]
- Arnold Umformtechnik GmbH & Co. KG, Forchtenberg-Ernsbach
- Baier & Michels GmbH & Co. KG (Verbindungstechnik)
- BB Stanz- und Umformtechnik, Berga (Südharz)[47]
- Chemofast Anchoring GmbH, Willich
- Conmetall Meister GmbH, Standorte in Celle und Wuppertal[48], Handelsunternehmen für Werkzeug, Eisenwaren und Elektroninstallationsmaterial über Einzelhandel und E-Commerce
- Dinol[49]
- FEGA & Schmitt Elektrogroßhandel, Ansbach
- Grass GmbH (Bewegungssysteme)
- Hahn+Kolb-Gruppe, Ludwigsburg
- Hommel Hercules Werkzeughandel GmbH & Co. KG, Viernheim
- HSK Hamburger Schraubenkontor GmbH, Hamburg
- HSR GmbH, Neukirchen-Vluyn[50]
- Internationales Bankhaus Bodensee
- IVT Installations- und Verbindungstechnik GmbH & Co. KG
- Kerona GmbH, Öhringen[51]
- Liqui Moly, Ulm[52]
- Marbet Marion & Bettina Würth GmbH & Co. KG (Eventagentur)
- Meguin Mineraloelwerke, Saarlouis
- Normfest GmbH, Velbert
- Panorama Hotel- und Service GmbH (Hotels, Restaurants und Catering)
- Reca Norm GmbH, Kupferzell
- Reisser Schraubentechnik GmbH, Ingelfingen
- Sartorius Werkzeuge GmbH & Co. KG, Ratingen
- Schmid Schrauben Hainfeld
- Sonderschrauben Güldner GmbH & Co. KG, Niederstetten
- SWG Schraubenwerk Gaisbach GmbH, Waldenburg
- Synfiber AS, Oslo
- Tunap, Wolfratshausen
- Uni Elektro Fachgroßhandel GmbH & Co. KG, Eschborn
- Wagener & Simon WASI GmbH & Co. KG, Wuppertal
- Waldenburger Versicherung AG
- Wucato Marketplace GmbH, Stuttgart[53]
- Würth Elektronik Unternehmensgruppe, u. a. mit den größeren Teilunternehmen:
  - Würth Elektronik eiSos GmbH & Co. KG, Waldenburg (elektronische und elektromechanische Bauelemente)
  - Würth Elektronik GmbH & Co. KG Circuit Board Technology, Niedernhall (Leiterplatten)
  - Würth Elektronik ICS GmbH & Co. KG Intelligent Connecting Systems, Waldzimmern (elektronische Verbindungstechnik)
- Würth Industrie Service
- Würth Interwerbung, Kissing
- Würth IT GmbH (Full Service IT-Dienstleister[54] für die Unternehmen der Würth-Gruppe)
- ITensis AG (IT-Dienstleister)
- Würth Phoenix (IT-Dienstleister mit Schwerpunkt auf Infrastrukturlösungen)
- Würth Leasing GmbH & Co. KG[55]
- Würth Logistics Deutschland GmbH, Bremen, und die in der Schweiz beheimatete Würth Logistics AG, Chur.
- Würth Master Power Tools Ltd., Joint Venture mit TTI zur Entwicklung von Akkus für Würth Elektrowerkzeug[56]
- Würth Modyf GmbH & Co. KG (Arbeitsbekleidung, PSA, Freizeitbekleidung)
- Würth WLC Logistik Adelsheim

Würth betreibt den Flugplatz Schwäbisch Hall-Hessental, der unter dem Namen Adolf Würth Airport firmiert.

## Präsenz
Das Unternehmen ist mit insgesamt 2.183 Niederlassungen in Ländern Afrikas, Amerikas, Asiens, Europas und Ozeaniens vertreten.
| Land                         | Anzahl Filialen |
| ---------------------------- | --------------- |
| Österreich                   | 76              |
| Belgien                      | 30              |
| Brasilien                    | 1               |
| Kambodscha                   | 1               |
| Chile                        | 12              |
| Kroatien                     | 19              |
| Tschechien                   | 24              |
| Dänemark                     | 45              |
| Dominikanische Republik      | 1               |
| Estland                      | 25              |
| Färöer                       | 1               |
| Finnland                     | 178             |
| Frankreich                   | 226             |
| Georgien                     | 5               |
| Deutschland                  | 600             |
| Griechenland                 | 15              |
| Ungarn                       | 19              |
| Island                       | 5               |
| Irland                       | 17              |
| Italien                      | 238             |
| Kasachstan                   | 9               |
| Kenia                        | 1               |
| Kirgisistan                  | 2               |
| Lettland                     | 29              |
| Litauen                      | 28              |
| Luxemburg                    | 2               |
| Malta                        | 2               |
| Mexiko                       | 2               |
| Mongolei                     | 1               |
| Namibia                      | 1               |
| Niederlande                  | 46              |
| Neuseeland                   | 4               |
| Nordmazedonien               | 1               |
| Norwegen                     | 59              |
| Polen                        | 51              |
| Portugal                     | 31              |
| Serbien                      | 18              |
| Slowakei                     | 13              |
| Slowenien                    | 5               |
| Südafrika                    | 15              |
| Spanien                      | 167             |
| Schweden                     | 37              |
| Schweiz                      | 50              |
| Thailand                     | 1               |
| Türkei                       | 28              |
| Vereinigte Arabische Emirate | 15              |
| Vereinigtes Königreich       | 30              |
| Uruguay                      | 5               |
| Insgesamt                    | 2.183           |

## Unternehmenskultur
Reinhold Würth schreibt in seinem Buch Erfolgsgeheimnis Führungskultur: „Ich bin davon überzeugt, dass Menschenführung zu mehr als fünfzig Prozent über Gewinn und Verlust entscheidet, während Kapital und Produkte nur nachrangige Bedeutung haben.“
Die Personalfluktuation der Würth-Gruppe lag 2020 bei unter 15 Prozent. Das Unternehmen betreibt ein differenziertes Prämiensystem für Außendienstmitarbeiter. Um gute Mitarbeiter ans Unternehmen zu binden, setzt der Konzern zudem unter anderem auf ein großes vom Unternehmen bezahltes Kulturangebot.

### Gebäude
Seit den 1960er-Jahren baut Würth Verwaltungs-, Lager- sowie Kulturbauten, darunter das nach der Frau des Konzernbesitzers Carmen Würth benannte und von David Chipperfield Architects geplante „Carmen Würth Forum“ am Firmensitz in Künzelsau.
Würth lässt laut den Autoren Gottfried Knapp und Andi Schmid seinen Mitarbeitern bei der architektonischen Umsetzung der ausländischen Filialen bei der Auswahl der Architekten und der Planung repräsentativer Verwaltungsgebäude weitgehend freie Hand. Für große Firmensitze und Ausstellungshäuser würden Architekturwettbewerbe ausgeschrieben. Zahlreiche Würth-Bauten wurden mit Architekturpreisen ausgezeichnet.

### Kunst und Kultur
Am Konzernsitz in Künzelsau und im nahen Schwäbisch Hall betreibt Würth fünf firmeneigene Kunstmuseen. Im Verwaltungsgebäude der Konzernzentrale in Künzelsau betreibt Würth das Museum Würth und im Carmen Würth Forum existiert das „Museum Würth 2“. In Schwäbisch Hall liegt die Kunsthalle Würth mit ihrer Dependance, der mittelalterlichen Johanniterkirche. In Künzelsau gibt es zudem ein Museum für Schrauben und Gewinde. Würth bietet Mitarbeitern an, Bilder und Skulpturen unterer Preiskategorie aus der Würth-Sammlung in einer firmeneigenen Artothek für das Büro oder Zuhause zu leihen.
Auch mehrere Auslandsgesellschaften der Würth-Gruppe unterhalten zehn sogenannte „Kunstdependancen“ (Stand 2020), darunter das Art Forum Würth Capena in Italien, das Musée Würth France Erstein in Frankreich und das Museo Würth La Rioja in Spanien. In Chur unterhält die Stiftung das Forum Würth Chur, in Rorschach am Bodensee steht seit 2013 das Kunstmuseum «Forum Würth».
2014 bis 2018 wurde der Prix de l’Académie de Berlin von der Würth-Gruppe finanziert.
2017 eröffnete das Unternehmen Würth das Kulturhaus Würth mit Bibliothek Frau Holle in Künzelsau. Würth veranstaltet das Würth-Open-Air-Festival, ein jährlich stattfindendes, mehrtägiges Musikfestival in Künzelsau. 2017 wurden die „Würth Philharmoniker“ als Orchester der „Reinhold Würth Musikstiftung“ ins Leben gerufen, mit renommierten Musikern und Dirigenten als Gästen.

### Mitarbeiter
In der Muttergesellschaft Adolf Würth GmbH & Co. KG arbeiteten rund 7000 Mitarbeiter (Stand 2022). Würth hatte 36 Jahre lang einen sogenannten „Vertrauensrat“, der aber über keinerlei gesetzliche Rechte verfügte. 2019 wählten die Beschäftigten der Adolf Würth GmbH erstmals einen Betriebsrat. Der langjährige Firmenchef Reinhold Würth warnte in einem Schreiben an die Beschäftigten vor der Betriebsratswahl 2022 vor der Wahl von Kandidaten der IG-Metall-Liste.
Das Unternehmen weigerte sich zuletzt 2022 einen Tarifvertrag abzuschließen. Bei der Bezahlung seiner Mitarbeiter orientiert sich Würth freiwillig an den Abschlüssen in der Metallindustrie. Die IG Metall kritisiert, dass diese freiwillige Tariffestlegung den Mitarbeitern keine Sicherheit bringe.

## Stiftung Würth

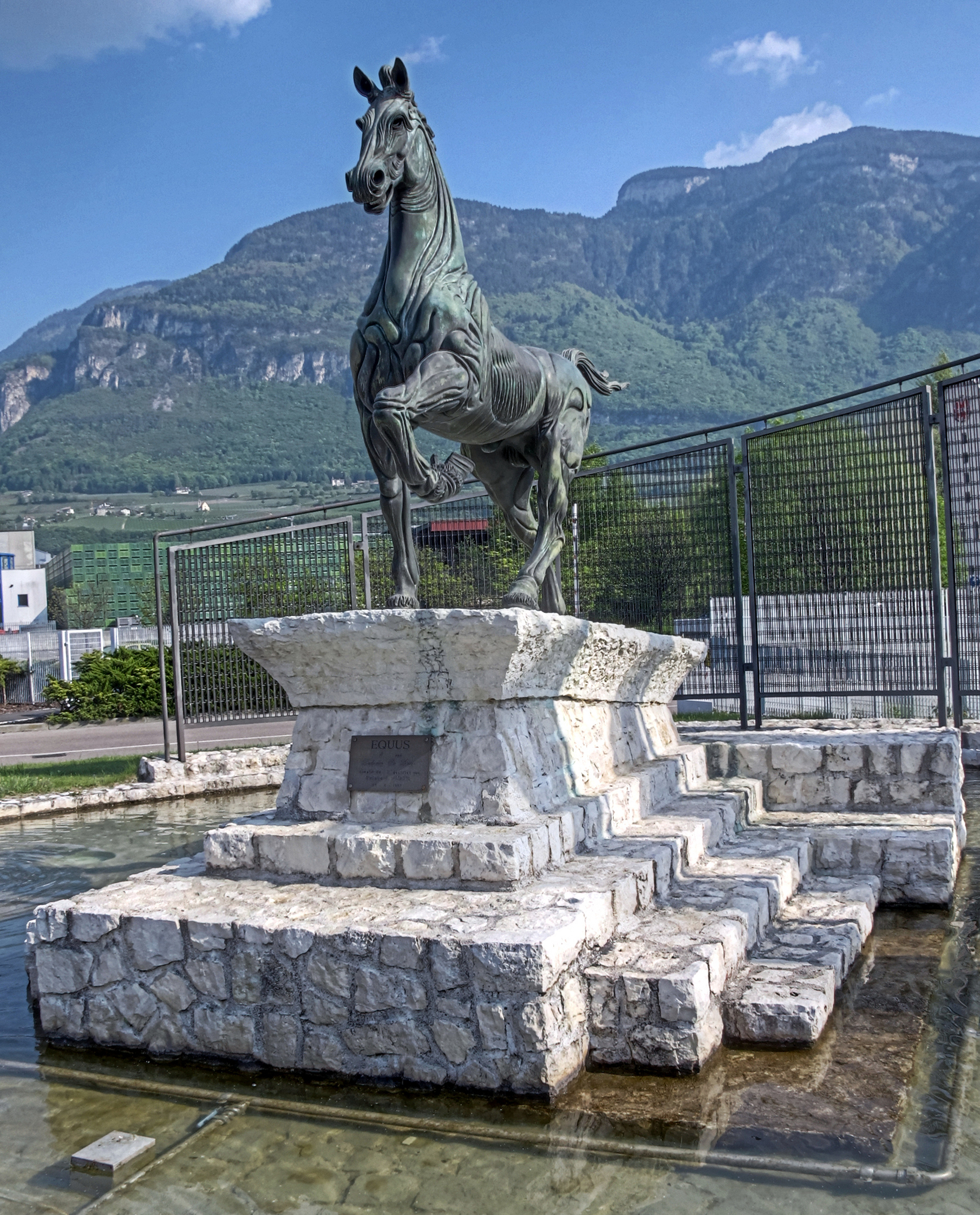
Equus-Brunnen am Firmenstandort Neumarkt in Südtirol

1987 riefen Carmen Würth und Reinhold Würth die gemeinnützige Stiftung Würth ins Leben. Sie fördert Kunst und Kultur, Forschung und Wissenschaft, Bildung und Erziehung sowie Integration, schwerpunktmäßig in der Region Hohenlohe. Sie wird getragen von den deutschen Unternehmen der Würth-Gruppe.
Im Bereich Kunst und Kultur vergibt die Stiftung Würth zahlreiche Preise in verschiedenen künstlerischen Sparten: den Würth-Preis für Europäische Literatur, den Robert Jacobsen Preis und den Würth-Preis der Jeunesses Musicales Deutschland.
Die Stiftung Würth engagiert sich auch in der Schul- und Hochschulförderung. 2006 gründete Würths Tochter Bettina Würth die private Freie Schule Anne-Sophie Künzelsau, 2011 eröffnete die Schwesterschule in Berlin. Die Stiftung Würth bezahlt über die „Markus Würth Stiftungsprofessur“ eine Professur für Kinderneuroorthopädie und Cerebralparese an der Technischen Universität München und die Poetik-Dozentur an der Universität Tübingen. Würth unterstützt weiter die Künzelsauer Niederlassung der Hochschule Heilbronn. Im Jahr 2005 wurde der Künzelsauer Bereich in Reinhold-Würth-Hochschule umbenannt (RWH-Künzelsau).
Würth unterstützt Special Olympics Deutschland. Im Hotel-Restaurant Anne-Sophie arbeiten behinderte und nicht-behinderte Menschen zusammen. Alle zwei Jahre feiert die Stiftung Würth das Musikfest von Menschen mit Behinderung.

## Sportsponsoring
Würth ist einer der Hauptsponsoren des Deutschen Skiverbandes (DSV). Seit 2002 unterstützt Würth bereits die Athletinnen und Athleten des DSV. Seit 2003 sponsert Würth in der Primera und Segunda División, der ersten und zweiten spanischen Fußballliga, die Schieds- und Linienrichter. Auf nationaler Ebene begleitet Würth zehn Bundesliga-Vereine: FC Bayern München, Borussia Dortmund, VfB Stuttgart, Bayer Leverkusen, Hertha BSC, RB Leipzig, Werder Bremen, SC Freiburg, Mainz 05 und Hamburger SV.
Zudem engagiert sich Würth auch als Sponsor auf dem heimischen Sportplätzen in der Region Hohenlohe. Würth ist in den USA seit 2012 als Sponsor des Teams Penske Racing in den beiden renommierten NASCAR-Serien Nationwide und Sprint Cup aktiv und engagiert sich seit 1987 im Fechtsport. 1999 wurde der Fechtclub Künzelsau gegründet. Im Verbund engagieren sich mehrere Schweizer Würth Gesellschaften seit 2007 als Official Sponsor des internationalen Eishockeyturniers Spengler Cups. Außerdem ist Würth seit Mitte 2022 Sponsor des Deutschen Fußball-Bundes (DFB).
In der Schweiz war Würth von 2005 bis 2012 Hauptsponsor der Tour de Suisse. Von 2000 bis 2006 war Würth Co-Sponsor des spanischen Radsportteams Astana-Würth und seiner Vorgängermannschaften. Nachdem das Team jedoch aufgrund des Dopingskandals Fuentes um den spanischen Arzt Eufemiano Fuentes von der Teilnahme an der Tour de France 2006 ausgeschlossen worden war, beendete das Unternehmen dieses Engagement am 3. Juli 2006 mit sofortiger Wirkung.
Zudem unterstützt Würth im Motorsport die DTM bis 2014 und war „Official Supplier“ des ehemaligen Formel-1-Teams Toyota Racing.

## Steuerermittlungen
Ab Herbst 2006 ermittelte die Staatsanwaltschaft Stuttgart gegen Reinhold Würth und fünf weitere Manager des Konzerns wegen des Verdachts auf Steuerhinterziehung. Die Behörde hatten nach mehreren Durchsuchungen des Firmensitzes in Künzelsau schließlich Anklage wegen mehrfacher Steuerverkürzung in den Jahren von 1999 bis 2001 erhoben. Den Ermittlungen zufolge wurden Kosten von Würth nicht sachgerecht verbucht, sondern nur bei einer Tochtergesellschaft gewinnmindernd angesetzt worden.
Ende März 2008 berichtete das Nachrichtenmagazin Spiegel darüber. Das Amtsgericht Heilbronn verhängte im Mai 2008 gegen Würth einen Strafbefehl in Höhe von 700 Tagessätzen. Gegen zwei weitere Verantwortliche der Würth-Gruppe wurden Geldstrafen von 700 und 600 Tagessätzen festgesetzt. 2012 wurde Würths Strafe fristgemäß aus den Strafregistern gelöscht. Reinhold Würth gilt seitdem nicht mehr als vorbestraft.
Die Staatsanwaltschaft stellte fest, dass alle Beschuldigten „keine eigenen Vorteile“ erlangt hätten. Strittig seien vielmehr die Kostenverrechnungen zwischen inländischen und ausländischen Konzernteilen gewesen. Die steuerrechtliche Legalität der steuermindernden Verrechnung über die deutsche Muttergesellschaft war der Kern der Auseinandersetzung zwischen Würth und der Steuerbehörde.

## Film
- Das Schraubenimperium – Die Firma Würth in Künzelsau. Dokumentarfilm, Deutschland 2015, 29:30 Min., Buch und Regie: Hanspeter Michel, Produktion: SWR, Reihe: made in Südwest, Erstsendung: 15. April 2015 bei SWR, Inhaltsangabe von ARD, online-Video verfügbar bis 15. April 2016.
- Earth with John Holden. Episode 18. Dokumentarserie, USA, 2021, Produktion: FOX Business Network, Bloomberg TV, online-Video